# لارس لوکه راسموسن
لارس لوکه راسموسن (انگلیسی: Lars Løkke Rasmussen؛ زاده ۱۵ مهٔ ۱۹۶۴) یک سیاست‌مدار اهل دانمارک است. وی بین سال‌های ۲۰۰۹ تا ۲۰۱۱ نخست‌وزیر دانمارک بود. همچنین در انتخابات پارلمان دانمارک در سال ۲۰۱۵ بار دیگر نخست‌وزیر دانمارک شد.
وی از سال ۲۰۰۹ تا ۲۰۱۹ رهبر حزب لیبرال ونستره بود. راسموسن از ۲۱ سپتامبر ۱۹۹۴ عضو Folketing (پارلمان دانمارک) بوده‌است. وی همچنین از سال ۱۹۹۸ تا ۲۰۰۱ به عنوان شهردار شهرستان Frederiksborg خدمت کرده‌است.

## زندگی جوانی
لارس لوکه راسموسن در وایله در خانه یپه راسموسن و لیزلوکه راسموسن (نیل‌لوکه) متولد شد. نام خانوادگی او راسموسن است، در حالی که لوکه، نام پیشخدمت مادرش، بود. به استثنای نام کاملش در ابتدا دیگر استفاده نشده‌است، به درستی نام او را راسموسن گذاشتند، اما نام او را مداوما رسانه‌ها به‌طور غیررسمی برای تفکیک او با آندرس فوگ راسموسن و پول نیراپ راسموسن، روی اسم لارس لوکه راسموسن تأکید می‌کند.

## زندگی سیاسی
- شرکت در مأموریت ونترس ونود و مأموریت افغانستان

لارس لوکه راسموسن از سال ۱۹۸۶ تا ۱۹۸۹ به عنوان رئیس شاخه جوانان ونستر خدمت کرد. یکی از ابتکارهای او این بود که یک جایگزین برای عملیات داگسورک ایجاد کرد- باب کردن یک فراخوان یک روزه برای جمع‌آوری اعانه توسط دانش‌آموزان به منظور کمک به نیازمندان جهان سوم - از زمان عملیات داگسورک، که در آن زمان این عملیات توسط اعضای جوانان کمونیست دانمارک هدایت می‌شد.